# Berga
Berga es un municipio y localidad española de la provincia de Barcelona, en Cataluña. Es capital de la comarca del Berguedá y cuenta con una población de 17 160 habitantes (INE 2024).

## Geografía

### Ubicación
El municipio tiene una extensión de 22,54 km² e incluye parte de la antigua colonia industrial de Cal Rosal y La Valldan. Al norte y al nordeste limita con Serchs, al sudeste con Olván, al sur con Aviá, al sudoeste con Capolat y noroeste con Castellar del Riu.

### Clima
El clima de Berga es templado y lluvioso durante todo el año (Clasificación climática de Köppen: Cfb) y posee ciertas características continentales debido a la presencia de cadenas montañosas que bloquean la influencia marítima. Las características mediterráneas del clima son reducidas por su latitud (42° N) y la presencia de tormentas veraniegas formadas en los Pirineos que limitan la sequía estival.
| Parámetros climáticos promedio de Berga | Parámetros climáticos promedio de Berga | Parámetros climáticos promedio de Berga | Parámetros climáticos promedio de Berga | Parámetros climáticos promedio de Berga | Parámetros climáticos promedio de Berga | Parámetros climáticos promedio de Berga | Parámetros climáticos promedio de Berga | Parámetros climáticos promedio de Berga | Parámetros climáticos promedio de Berga | Parámetros climáticos promedio de Berga | Parámetros climáticos promedio de Berga | Parámetros climáticos promedio de Berga | Parámetros climáticos promedio de Berga |
| Mes                                     | Ene.                                    | Feb.                                    | Mar.                                    | Abr.                                    | May.                                    | Jun.                                    | Jul.                                    | Ago.                                    | Sep.                                    | Oct.                                    | Nov.                                    | Dic.                                    | Anual                                   |
| --------------------------------------- | --------------------------------------- | --------------------------------------- | --------------------------------------- | --------------------------------------- | --------------------------------------- | --------------------------------------- | --------------------------------------- | --------------------------------------- | --------------------------------------- | --------------------------------------- | --------------------------------------- | --------------------------------------- | --------------------------------------- |
| Temp. máx. media (°C)                   | 7.8                                     | 9.2                                     | 11.5                                    | 14.0                                    | 17.8                                    | 21.9                                    | 25.0                                    | 24.7                                    | 21.6                                    | 16.6                                    | 11.7                                    | 7.8                                     | 15.8                                    |
| Temp. media (°C)                        | 4.4                                     | 5.4                                     | 7.5                                     | 9.6                                     | 13.3                                    | 17.3                                    | 20.2                                    | 20.1                                    | 17.5                                    | 12.8                                    | 8.2                                     | 4.9                                     | 11.8                                    |
| Temp. mín. media (°C)                   | 1.1                                     | 1.6                                     | 3.6                                     | 5.3                                     | 8.9                                     | 12.7                                    | 15.5                                    | 15.5                                    | 13.4                                    | 9.0                                     | 4.7                                     | 2.1                                     | 7.8                                     |
| Precipitación total (mm)                | 35                                      | 40                                      | 54                                      | 62                                      | 92                                      | 87                                      | 56                                      | 81                                      | 79                                      | 68                                      | 54                                      | 48                                      | 756                                     |
| Fuente: Tiempo                          |                                         |                                         |                                         |                                         |                                         |                                         |                                         |                                         |                                         |                                         |                                         |                                         |                                         |

## Historia
Parece que puede ser la antigua Castrum Bergium, citada por Tito Livio.
La invasión árabe en el Bergadá fue hacia 715. Después de librarse de su dominio, en el siglo IX formó parte del condado de la Cerdaña. Fue conde de Berga Wifredo II de Cerdaña hasta su retiro al monasterio del Canigó en 1035. Cuando murió el conde Bernardo Guillermo sin descendencia, pasó definitivamente el Condado de Berga a pertenecer al Condado de Barcelona en 1117, siendo conde Ramón Berenguer III. En 1347 padeció la peste negra. El casco antiguo fue construido en la década de 1360.
Entre 1654 y 1655 fue capturada por los franceses. Durante la Guerra de Sucesión dio apoyo a Felipe V de España. En 1854 sufrió un ataque de cólera (véase: Pandemias de cólera en España).
El 1 de julio de 1966, el dictador Francisco Franco realizó una visita oficial a la villa, inaugurando instalaciones deportivas y recibiendo el nombramiento de "hijo predilecto" de la villa. En 2005 su fiesta más importante, La Patum, fue declarada Patrimonio Cultural Inmaterial de la Humanidad por la Unesco.

## Economía
Su economía se basa en la actividad industrial, principalmente de hilados y tejidos, la siderometalúrgica y la de la madera. La primera máquina de hilar utilizada por la industria catalana fue inventada en Berga por la familia Farguell en el siglo XVIII y conocida con el nombre de "La Bergadana".
Históricamente, Berga ha tenido una muy importante industria relacionada con la minería.
La ganadería bovina, porcina y avícola está muy reconocida en toda la comarca, celebrándose importantes ferias durante el año.

## Gobierno y administración
| Periodo   | Nombre                                              | Partido |
| --------- | --------------------------------------------------- | ------- |
| 1979-1983 | Jaume Farguell Sitges                               | CiU     |
| 1983-1987 | Jaume Farguell Sitges                               | CiU     |
| 1987-1991 | Agustí Ferrer Gasol                                 | ABI     |
| 1991-1995 | Jaume Farguell Sitges                               | CiU     |
| 1995-1999 | Jaume Farguell Sitges                               | CiU     |
| 1999-2003 | Josep Maria Badia                                   | CiU     |
| 2003-2007 | Ramón Camps                                         | PSC     |
| 2007-2011 | Juli Gendrau Farguell                               | CiU     |
| 2011-2015 | Juli Gendrau Farguell                               | CiU     |

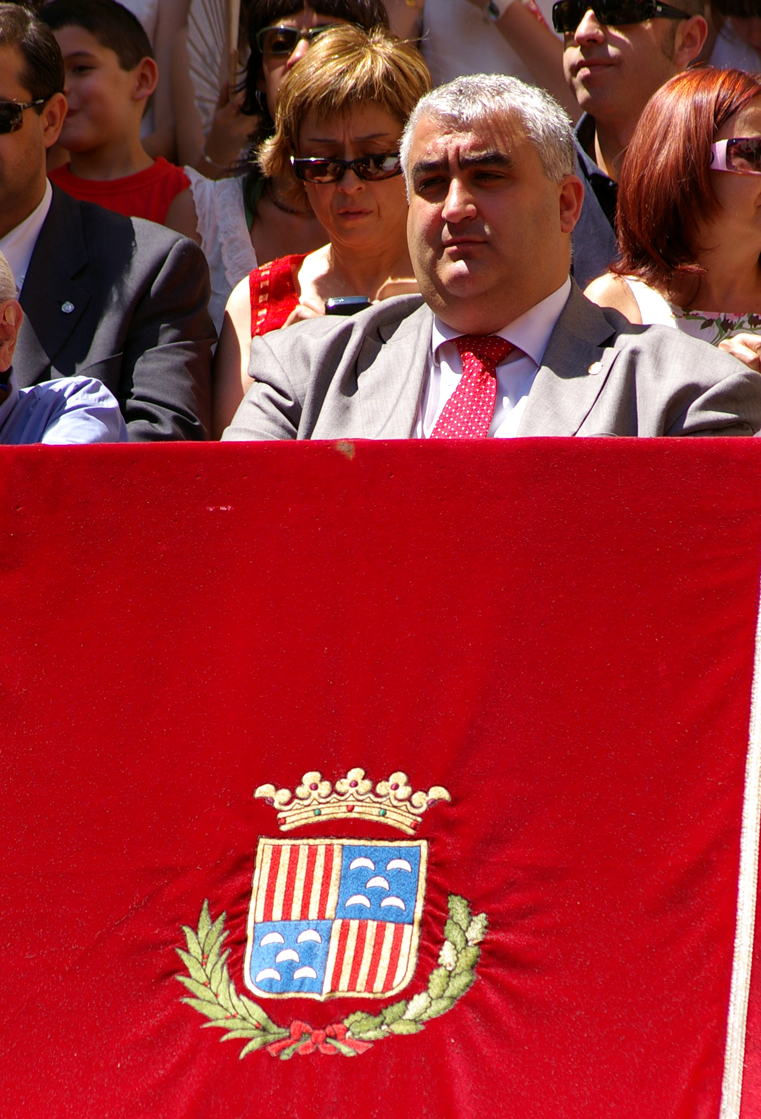
Juli Gendrau, alcalde de Berga entre 2007 y 2015.

| 2015-2019 | Montserrat Venturós Villalba                        | CUP     |
| 2019-2023 | Montserrat Venturós Villalba Ivan Sànchez Rodríguez | CUP     |

## Patrimonio
- Santuario de Queralt (siglo XVIII). Con imagen de la Virgen del siglo XI.
- Castillo de San Fernando (siglo X).
- Iglesia de San Juan (siglo XIII). Desde 1983 es Monumento Histórico Artístico.
- Iglesia parroquial de Santa Eulalia (siglo XVII).
- Plaza de San Pedro. Origen medieval.
- Portal de Santa Magdalena. Única puerta medieval que se conserva de las siete que tenía.
- Capilla de La Piedad (siglo XVII).
- Molino de la Sal (siglo XVIII).
- Iglesia y convento de Sant Francesc siglo XIII
- Iglesia románica San Pere de Madrona siglo XIII

## Demografía
Berga cuenta con una población de 17 160 habitantes (INE 2024).
| Gráfica de evolución demográfica de Berga entre 1842 y 2021 |
| |
| Población de derecho según los censos de población del INE. Población de hecho según los censos de población del INE.Entre el censo de 1970 y el anterior, crece el término del municipio porque incorpora a Valldán. |

| 1497 | 1515 | 1553 | 1717 | 1787 | 1857 | 1877 | 1887 | 1900 |
| ---- | ---- | ---- | ---- | ---- | ---- | ---- | ---- | ---- |
| 131  | 136  | 187  | 1802 | 3366 | 6127 | 5473 | 5269 | 5747 |

| 1910 | 1920 | 1930 | 1940 | 1950 | 1960   | 1970   | 1981   | 1990   |
| ---- | ---- | ---- | ---- | ---- | ------ | ------ | ------ | ------ |
| 5871 | 6042 | 6816 | 6914 | 8379 | 10 241 | 12 285 | 14 249 | 14 076 |

| 1992   | 1994   | 1996   | 1998   | 2000   | 2002   | 2004   | 2006   | — |
| ------ | ------ | ------ | ------ | ------ | ------ | ------ | ------ | - |
| 14 118 | 14 460 | 14 207 | 14 173 | 14 305 | 14 995 | 15 753 | 16 457 | — |

## Museos
- Museo comarcal. Fondos etnológicos, históricos y ciencias naturales.
- Museo municipal. Cerámica, objetos de la Edad Media y restos prehistóricos de la historia de Berga.
- Museo del Circo. Colección de Josep Vinyes.
- Biblioteca Ramón Vinyes i Cluet. Edificio de 1523 metros cuadrados y con más de 36 000 volúmenes.

## Festivales y concursos
- Encuentro Internacional de Música Antigua
- Concurso de piano Ciudad de Berga
- Premio Ramón Vinyes de Teatro
- Concurso de pintura Ciudad de Berga

## Gastronomía
Desde siempre ha sido famosa en la comarca la gastronomía de Berga, por sus materias primas, carne, embutidos, quesos y la gran variedad de setas que se encuentran en sus bosques.
- Sopa con albóndigas
- Sopa de maíz
- Ternera con setas
- Carne a la brasa con setas variadas.

## Ferias y fiestas
Las fiestas más importantes son la Patum y Els Elois.
- Fira Santa Tecla (septiembre)
- Festa dels Bolets (octubre) en el "pla de Puigventós" y la feria de las setas en Berga
- Carnestoltes (febrero)
- Sant Marc Xocolatada al santuari de Queralt (25 de abril)
- Fira, 1 de mayo
- La Patum (fechas del Corpus Christi) (Declarada por la UNESCO patrimonio oral e inmaterial de la Humanidad)
- Els Elois 4 Domingo de Julio

Competiciones importantes:
- Media maratón (C. Atl. Berga)
- Marató de Muntanya Berga i Cursa d'Alta Muntanya de Berga (mountain runners)
- Travessa Núria - Queralt - Berga (92 km)
- Berga - Rasos - Berga
- Portal Attack
- Gala del santuario Nuestra Señora de Queralt 8 de septiembre
- Fiesta de San Pedro de Madrona 29 de junio
- San Antonio, iglesia de San Francisco, 13 de junio

## Entidades de población
- Cal Rosal
- La Valldan, desde 1970

## Ciudades hermanadas
- Guernica (España)
- Tarascon-sur-Ariège (Francia)
- Högsby (Suecia)